# 大神駅
大神駅（おおがえき）は、大分県速見郡日出町大字大神にある、九州旅客鉄道（JR九州）日豊本線の駅。

## 歴史
駅設置の要請は開業のおよそ30年ほど前から行われており、住民の悲願であった。

### 年表
- 1952年（昭和27年）6月1日：日本国有鉄道が開設[2]。
- 1984年（昭和59年）2月1日：荷物扱い廃止[4]。
- 1986年（昭和61年）11月1日：駅員無配置駅となる[5]。
- 1987年（昭和62年）4月1日：国鉄分割民営化により、九州旅客鉄道（JR九州）の駅となる[6]。
- 2012年（平成24年）12月1日：ICカード「SUGOCA」の利用が可能となる[7]。
- 2022年（令和4年）
  - 3月11日：この日をもってきっぷうりばが営業を終了する予定だった[8]。
  - 3月12日：再び無人化される予定だった[8]。
  - 4月1日：業務委託駅から簡易委託駅へと変更[3][9]。なお、無人化の予定日であった3月12日より3月31日までの間は、JR九州グループの社員が派遣され案内業務などを行った[10]。

## 駅構造
島式ホーム1面2線を有する地上駅。ホームへの行き来は駅舎から線路を横切って渡る構内通路となっている。そのため、電車が構内に入ってくると、駅舎側に設置している踏切が降りてきて渡れないようになる。駅舎は建坪24坪の平屋建てで外壁を薄ピンク色としている。
簡易委託駅であり、きっぷうりばが設置されている。以前はJR九州サービスサポートが駅業務を受託する業務委託駅であった。ICカードSUGOCAは出入場とチャージのみ対応。
大分駅方面から折り返しの列車が数本設定されている。

### のりば
| のりば | 路線      | 方向 | 行先           |
| ------ | --------- | ---- | -------------- |
| 1・2   | ■日豊本線 | 上り | 中津・小倉方面 |
| 1・2   | ■日豊本線 | 下り | 別府・大分方面 |

## 利用状況
1965年（昭和40年）度は、手荷物（発送:212個、到着:76個）や小荷物（発送:620個、到着:138個）も取り扱っていた。
※1日平均乗車人員の数値は各年度版「大分県統計年鑑」による年間乗車人員の値を各年度の日数で割った値。
| 年度               | 年間 乗車人員 | 定期外 乗車人員 | 定期 乗車人員 | 一日平均 乗車人員 | 年間 降車人員 | 出典                     |
| ------------------ | ------------- | --------------- | ------------- | ----------------- | ------------- | ------------------------ |
| 1965年（昭和40年） | 154,339       | 18,211          | 136,128       | -                 | 150,674       | [ 大分県 1 ]             |
| 1990年（平成2年）  | 51,387        | 8,178           | 43,209        | -                 | 52,612        | [ 大分県 2 ]             |
| 1991年（平成3年）  | 64,090        | 19,443          | 44,647        | -                 | 58,043        | [ 大分県 3 ]             |
| 1992年（平成4年）  | 66,340        | 18,215          | 48,125        | -                 | 71,784        | [ 大分県 4 ]             |
| 1993年（平成5年）  | 70,501        | 17,476          | 53,025        | -                 | 76,478        | [ 大分県 5 ]             |
| 1994年（平成6年）  | 74,797        | 16,084          | 58,713        | -                 | 80,362        | [ 大分県 6 ]             |
| 1995年（平成7年）  | 78,749        | 18,336          | 60,413        | -                 | 85,267        | [ 大分県 7 ]             |
| 1996年（平成8年）  | 75,167        | 17,588          | 57,579        | -                 | 80,691        | [ 大分県 8 ]             |
| 1997年（平成9年）  | 128,670       | 21,746          | 106,924       | -                 | 131,821       | [ 大分県 9 ]             |
| 1998年（平成10年） | 158,255       | 23,760          | 134,495       | -                 | 162,193       | [ 大分県 10 ]            |
| 1999年（平成11年） | 153,113       | 22,685          | 130,428       | -                 | 159,732       | [ 大分県 11 ]            |
| 2000年（平成12年） | 162,813       | 24,243          | 138,570       | 446               | 167,254       | [ 大分県 12 ]            |
| 2001年（平成13年） | 165,588       | 21,953          | 143,635       | 454               | 172,487       | [ 大分県 13 ]            |
| 2002年（平成14年） | 155,126       | 21,656          | 133,470       | 425               | 160,681       | [ 大分県 14 ]            |
| 2003年（平成15年） | 156,916       | 22,381          | 134,535       | 430               | 161,538       | [ 大分県 15 ]            |
| 2004年（平成16年） | 153,157       | 23,072          | 130,085       | 420               | 158,495       | [ 大分県 16 ]            |
| 2005年（平成17年） | 151,035       | 24,522          | 126,513       | 414               | 154,480       | [ 大分県 17 ]            |
| 2006年（平成18年） | 155,907       | 28,203          | 127,704       | 427               | 155,490       | [ 大分県 18 ]            |
| 2007年（平成19年） | 151,228       | 27,069          | 124,159       | 413               | 153,168       | [ 大分県 19 ]            |
| 2008年（平成20年） | 153,222       | 27,717          | 125,505       | 420               | 154,755       | [ 大分県 20 ]            |
| 2009年（平成21年） | 149,376       | 25,595          | 123,781       | 409               | 151,281       | [ 大分県 21 ] [ 注釈 1 ] |
| 2010年（平成22年） | 154,870       | 25,538          | 129,332       | 424               | 156,745       | [ 大分県 22 ] [ 注釈 1 ] |
| 2011年（平成23年） | 145,315       | 23,207          | 122,108       | 397               | 151,836       | [ 大分県 23 ] [ 注釈 1 ] |
| 2012年（平成24年） | 152,564       | 22,979          | 129,585       | 418               | 154,570       | [ 大分県 24 ] [ 注釈 1 ] |
| 2013年（平成25年） | 170,496       | 25,308          | 145,188       | 467               | 171,552       | [ 大分県 25 ] [ 注釈 1 ] |
| 2014年（平成26年） | 180,307       | 29,575          | 150,732       | 494               | 182,913       | [ 大分県 26 ] [ 注釈 1 ] |
| 2015年（平成27年） | 197,793       | 28,682          | 169,111       | 540               | 202,538       | [ 大分県 27 ] [ 注釈 1 ] |
| 2016年（平成28年） | -             | -               | -             | 481               | -             | [ JR 1 ]                 |
| 2017年（平成29年） | -             | -               | -             | 454               | -             | [ JR 2 ]                 |
| 2018年（平成30年） | -             | -               | -             | 430               | -             | [ JR 3 ]                 |
| 2019年（令和元年） | -             | -               | -             | 431               | -             | [ JR 4 ]                 |
| 2020年（令和02年） | -             | -               | -             | 387               | -             | [ JR 5 ]                 |
| 2021年（令和03年） | -             | -               | -             | 394               | -             | [ JR 6 ]                 |
| 2022年（令和04年） | -             | -               | -             | 384               | -             | [ JR 7 ]                 |
| 2023年（令和05年） | -             | -               | -             | 386               | -             | [ JR 8 ]                 |

## 駅周辺
- 大分県立日出養護学校
- 大分県立日出暘谷高等学校
- 大分県立日出総合高等学校
- 回天大神訓練基地記念公園（大神基地跡地）
- ソニー・太陽[17]
- 国道213号[1]

## 隣の駅
九州旅客鉄道（JR九州）
■日豊本線
杵築駅 - 大神駅 - 日出駅